# Fritz Chotzen
Fritz Chotzen (ur. 7 czerwca 1871 w Głuchołazach, zm. 15 września 1937) – niemiecki lekarz psychiatra. Jako jeden z pierwszych opisał zespół wad wrodzonych, znany dziś jako zespół Sæthrego-Chotzena.

## Życiorys
Był synem lekarza. Ukończył gimnazjum w Opolu w 1888 roku. Następnie studiował medycynę na Uniwersytecie Monachijskim, tytuł doktora otrzymał w 1896 roku na podstawie rozprawy Ueber die Prognose der Extrauteringravidität und die Bedeutung des Sectionsmaterials für dieselbe. Od 1898 asystent w miejskim zakładzie psychiatrycznym (Städtische Heilanstalt für Nerven- und Gemütskranke), mieszczącym się przy Einbaumstraße 25 we Wrocławiu. W 1899 został ordynatorem (Oberarzt), a po śmierci dyrektora zakładu Ernsta Hahna zastępcą i od 1928 dyrektorem zakładu. W 1933 roku z powodu żydowskiego pochodzenia stracił posadę. Zmarł w 1937. Pochowany jest na Nowym Cmentarzu Żydowskim we Wrocławiu.

## Wybrane prace
- Ueber die Prognose der Extrauteringravidität und die Bedeutung des Sectionsmaterials für dieselbe. Münchner Medizinische Wochenschrift 43, ss. 538; 570, 1896
- Zur Kenntniss der polyneuritischen Psychose. Allgemeine Zeitschrift für Psychiatrie 59, ss. 498-534, 1902
- Mischzustände bei Epilepsie und Alkoholismus. Centralblatt für Nervenheilkunde und Psychiatrie 29, ss. 129-139, 1906
- Beitrag zur Beurteilung der differential-diagnostischen Verwertbarkeit der Lumbalpunktion. Centralblatt für Nervenheilkunde und Psychiatrie 31, ss. 295; 330, 1908
- Ueber Intelligenzprüfungen an Kindern nach der Methode von Binet und Simon. Allgemeine Zeitschrift für Psychiatrie 30, ss. 816, 1913
- Atypische Paralyse oder Lues cerebri. Berliner klinische Wochenschrift 50, s. 137, 1913
- Ueber eine Häufung tödlich verlaufener Inanitionspsychosen (pellagröse Psychosen?). Allgemeine Zeitschrift für Psychiatrie 77, s. 669, 1926
- Zur Pathologie des Hilfsschulkindes. Zeitschrift für Kinderforschung 37, ss. 588-652, 1930
- „Einführung in die Kenntnis der geistigen Schwächezustände der Hilfsschüler” W: Handbuch des Hilfsschulwissens. Marhold, 1931
- Eine eigenartige familiäre Entwicklungstörung; Akrocephalosyndaktylie, Dysostosis craniofacialis und Hypertelorismus. Monatsschrift Kinderheilkunde 55, ss. 97-122, 1932
- Ein lehrreicher Fall von Exhibitionismus. Ärztliche Sachverständigen Zeitung 38, ss. 1-7, 1932